# Лопасня-Зачатьевское
Лопа́сня-Зача́тьевское — памятник архитектуры и садово-паркового искусства XVIII – XIX веков усадебный ансамбль и находящийся в главном доме музей в городе Чехове Московской области (бывшее село Лопасня), по адресу: ул. Пушкина, 7, 10.
На протяжении нескольких столетий имение на реке Лопасня принадлежало Васильчиковым; с XVI века до 1917 года оно переходило от одного владельца к другому по наследству. Пятиглавая бесстолпная вотчинная церковь, в целом типичная для эпохи «узорочья», возведена в 1689—1694 годах на средства стольника Саввы Васильчикова и освящена в честь праздника Зачатия Святой Анны; отсюда второе название поместья — «Зачатьевское».
Небольшой усадебный дом, изначально одноэтажный на высоком полуподвале, — запоздалый пример елизаветинского барокко. Его строительство традиционно связывается с Александром Васильчиковым, одним из фаворитов Екатерины II, и датируется 1770-ми годами. Архаичность стиля позволяет предположить, что в то время был перестроен существующий дом более раннего времени.
Антресольный этаж с третьим ярусом окон был надстроен после войны с французами одним из её участников, кавалергардом Николаем Васильчиковым. Тогда же к старой церкви была пристроена громоздкая ампирная колокольня. В Лопасне имелись, помимо каменного, два деревянных барских дома, а парк с прудами был украшен малыми архитектурными формами. Зачатьевским парком восхищался русский писатель, мемуарист, философ-моралист, учёный, ботаник и лесовод, один из основоположников отечественной агрономической науки в XVIII веке – Андрей Тимофеевич Болотов: «…Доехали до знаменитого села Лопасны… В нём находился и тогда уже огромный каменный дом, придававший вместе с каменной церковью селу сему красу немалую. В особенности же любовался я красивыми сажелками и прудами, обсаженными стрижеными берёзками…».
В последующем имением владели:

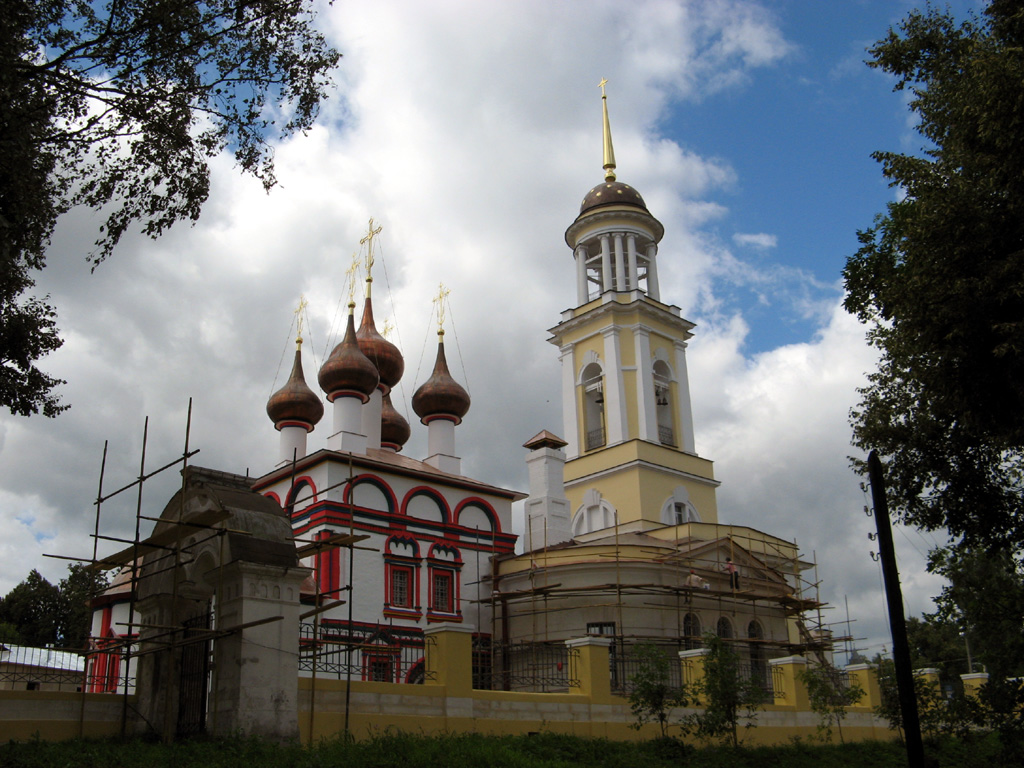
Анно-Зачатьевская церковь

- До 1855 — Николай Васильчиков, генерал-майор, командир Новгородского кирасирского полка.
- С 1855 по 1905 — Николай Николаевич Васильчиков, сын предыдущего, по матери — племянник Петра Ланского, второго мужа Натальи Гончаровой-Пушкиной.
- С 1905 по 1917 — Наталья Ивановна Гончарова, племянница предыдущего (по матери) и Натальи Гончаровой-Пушкиной (по отцу).

Рядом с церковью сохранились надгробия потомков Александра Пушкина, в том числе его сына Александра Александровича. Дети и внуки поэта часто гостили в Лопасне у своих родственников — Гончаровых и Васильчиковых. В 1917 году в имении был найден ящик с деловыми бумагами поэта и рукописью незавершённой «Истории Петра».
В советское время здание было перестроено изнутри, потом долгое время в нём размещалась вечерняя школа. В 1996—2007 годах отреставрировано для размещения музея. С начала XIX века в интерьере уцелели колонны парадного зала и изразцовые печи. Прочие жилые, хозяйственные и парковые сооружения усадебного комплекса утрачены за исключением руинированного после пожара здания конюшни.
Парк с системой каскадных прудов и с короткими прогулочными маршрутами, проложенными внутри липовых аллей, частично сохранил свою первоначальную планировку до настоящего времени. Главной достопримечательностью парка являются восемь прудов общей площадью около 3 га, располагающихся на трех террасах. 
После реставрации усадьба Лопасня-Зачатьевское в стала филиалом Государственного литературно-мемориального музея-заповедника А. П. Чехова «Мелихово». Усадьба входит в сообщество Пушкинских музеев России. При музее работает детский музейный центр с уклоном на историю и краеведение. В усадьбе организуются тематические выставки, балы и творческие вечера, ежегодно отмечаются знаменательные даты: 10 февраля — день памяти Пушкина, 6 июня — Пушкинский праздник, 8 сентября — Натальин день, последняя суббота сентября — день памяти партизана князя Николая Кудашева, 19 октября — день Царскосельского лицея.